# Wakeboard
 (mai 2023).
Si vous disposez d'ouvrages ou d'articles de référence ou si vous connaissez des sites web de qualité traitant du thème abordé ici, merci de compléter l'article en donnant les références utiles à sa vérifiabilité et en les liant à la section « Notes et références ».
Le wakeboard (de l'anglais wake, sillage, et board, planche) est un sport nautique qui apparaît au début des années 1980 après l'avènement du skiboard (qui est désormais le snowboard) à partir d'une combinaison de techniques de ski nautique, de snowboard et de surf. En anglais, wakeboard désigne uniquement la planche, le sport lui-même se disant  wakeboarding. Le pratiquant de wakeboard est relié par un palonnier à un bateau à moteur ou un téléski qui le tracte, glisse sur l'eau en se maintenant sur une planche de type surf ou skate.
Le pratiquant de wakeboard est appelé wakeboarder (anglais), ou « wakeboardeur » (francisé), ou encore rider (se dit d'un pratiquant de sport de glisse ou planchiste).

## Débuts du wakeboard: leskurf
Ses racines viennent du « skurf » (en anglais skurfing), qui fut créé en Nouvelle-Zélande par le façonnier de planches de surf Allan Byrne et ses amis dont Kevin Jarrett. Allan Byrne prêta un skurf board à Jeff Darby et ses amis de Queensland (Australie), lesquels commencèrent à faire fabriquer leurs propres planches et qui rentrèrent plus tard en contact avec le surfeur Tony Finn (San Diego, Californie) qui créera la marque Skurfer en commercialisant une planche hybride entre un ski nautique et un surf.
Le but principal de ce sport était de retrouver des sensations de glisse comparables à celles des sports en vogue à cette époque (skateboard, windsurf, surf) sans avoir besoin de conditions météorologiques particulières (vent, houle, etc.).
De l'autre bout du monde en 1983, Howard Jacobs créa plusieurs wakeboards en montant des sangles de pieds de planche à voile sur une planche de surf. En 1984, il pouvait faire des sauts périlleux arrière (back flips) sur la rivière de St. Johns River à Jacksonville (Floride). Ce sport pouvait ainsi être pratiqué sur tous les plans d'eau (lacs, plans d'eau artificiel, rivières, mer), en étant tracté par un engin à moteur.

## Pratique duwakeboard

### Matériel

#### Planches

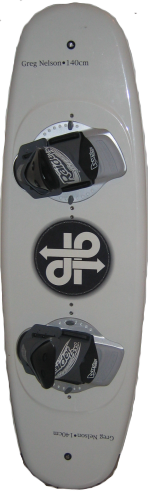
Wakeboard, vue de dessus

Au lieu d'utiliser des skis, le glisseur utilise une planche qui lui assure plus de portance. Sur cette planche sont fixées deux chausses (fixations) pour les pieds dans le sens de la largeur comme pour un snowboard ou un skateboard. Cette planche flottante mesure en général entre 130 et 147 cm de long et jusqu'à 45 cm de large (c’est-à-dire plus courte et plus large que celles que l'on trouve dans le snowboard). Elle est également convexe, contrairement aux planches de snowboard, concaves, et est munie d'ailerons moulés ou amovibles de différentes tailles.
Le wakeboard a depuis ses débuts énormément évolué au niveau des planches : les premières planches de surf, asymétriques sont devenues, à l'instar de l'évolution en skateboard, des planches symétriques (twin tips) dotées de dérives de chaque côté. Les matériaux se sont aussi améliorés : l'apparition de nouveaux matériaux remplaçant la résine des planches de surf, comme le nid d'abeille, ou encore le fusion core, ont réduit le poids des planches. Le choix de la planche est déterminé par le style du pratiquant.

#### Chausses
Les chausses, chaussons ou bindings, boots en anglais jouent un rôle très important pour le wakeboarder. Leur structure, leur composition, leur forme permettent d'augmenter considérablement à la fois le confort du glisseur, mais surtout sa précision et donc sa performance.
Les chausses ont, comme les planches, été grandement modifiées depuis le début de la discipline. Dans les années 1980, elles étaient fabriquées à l'aide de cale-pieds de planche à voile, et relevaient alors plus du prototype que d'un modèle fini de chausse. Même si ce type de chausses présentait d'énormes désavantages, notamment liés à leur fragilité, leur manque de confort et surtout l'absence de contrôle précis de la trajectoire de la planche. Elles furent utilisées pour créer un grand nombre de figures de base du wakeboard, ainsi que certaines figures nécessitant le déchaussage d'un pied, tel que le Judo Air, qui ne sont aujourd'hui presque plus réalisables.
Avec le développement de la discipline dans les années 1990, les chausses ont évolué en direction du ski nautique, en reprenant leurs matériaux (caoutchouc et néoprène), leur système de fixation sur la planche, fonctionnant avec des inserts. Mais elles se sont également différenciées de ces dernières, de par leur forme d'une part, beaucoup plus large et ouverte au bout, et de par la largeur de leur plaque de fixation, qui ne pourrait pas tenir sur un ski nautique.
C'est dans la lignée de cette différenciation que les chausses de la génération actuelle trouvent leur place, en reprenant de plus en plus de caractéristiques venues du snowboard, notamment avec un système de fixation sur la planche analogue, une chausse plus haute, et une structuration de celle-ci avec de nouveaux matériaux plus rigides que le caoutchouc, ainsi que par d'autres aspects, notamment esthétiques.
Cette évolution vers une gamme particulière de chausses spécialement dédiée au wakeboard améliore non seulement le confort, la précision et la performance des wakeboarders, mais certaines spécificités sont également maintenant reprises par les fabricants de chausses de ski nautique, à l'exemple du système de laçage des chausses.

#### Bateaux dewakeboard

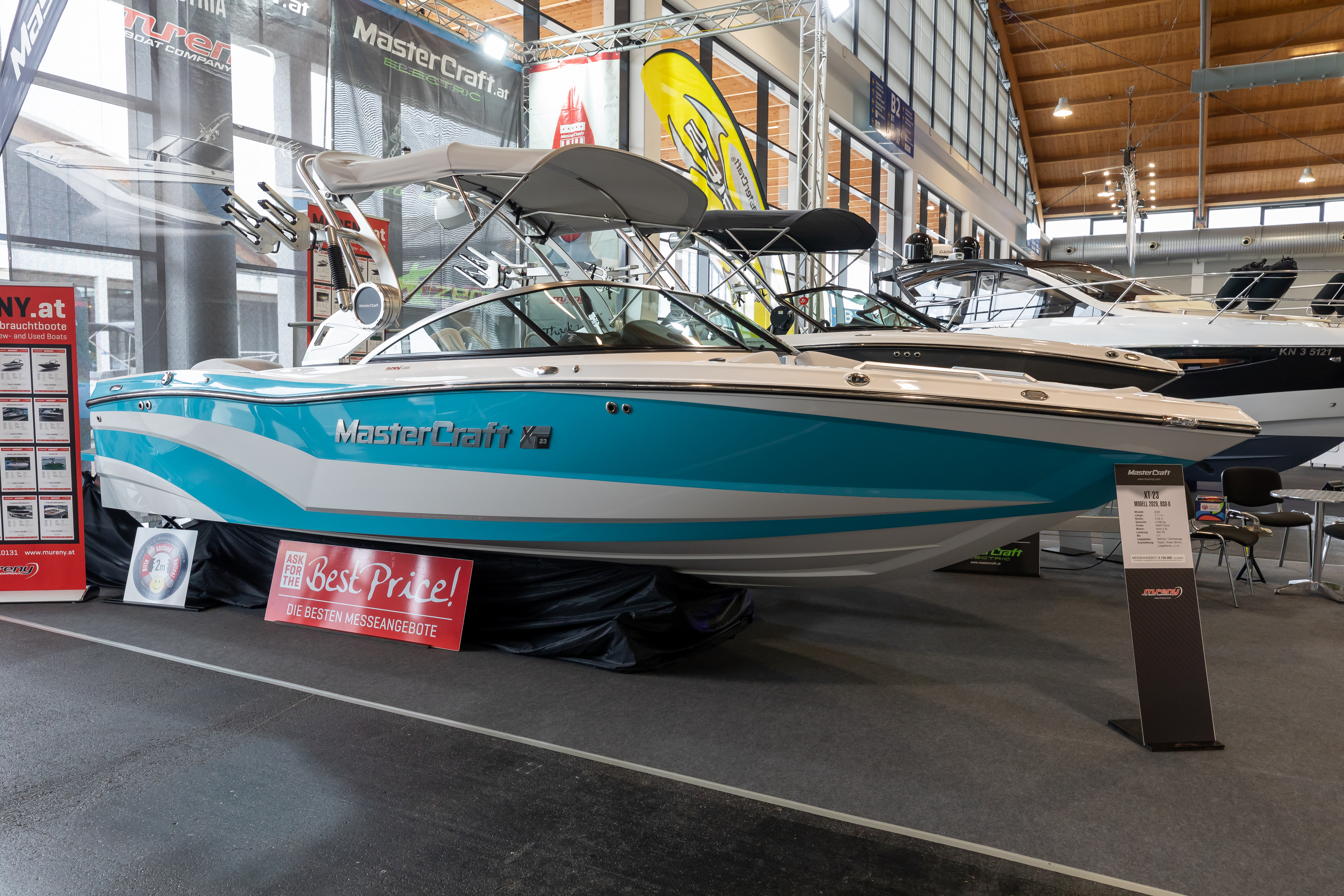
Un wakeboard boat MasterCraft

En ce qui concerne les bateaux appelés wakeboard boat (en), il existe des modèles spécialement adaptés à la pratique du sport : tout d'abord ceux-ci sont équipés d'une tour qui permet de fixer la corde de traction à 2 mètres de haut environ par rapport à l'eau. Ils sont également équipés de ballasts afin de pouvoir être alourdis et d'une coque spécialement étudiée, tout cela pour obtenir un sillage pourvu de vagues plus hautes. Une fois que le pratiquant a pris sa care pour sortir du sillage, il accélère rapidement vers la vague afin de l'utiliser comme rampe pour pouvoir réaliser sauts et autres figures aériennes.
Par ailleurs, ces bateaux sont équipés d'un moteur arrière (V-Drive) contrairement aux bateaux de ski équipés d'un moteur central (direct drive). Le V-Drive, avec le poids du moteur transféré sur l'arrière du bateau, crée des vagues plus dures et plus prononcées.
Palonnier
Sorte de corde grâce à laquelle le wakeboarder (ou wakeboardeur) se fait tracter par le bateau. Cette corde  a une taille qui varie en fonction de la manière dont on ride ainsi que du rider en lui même, elle varie entre 16 m et 24 m. A son bout, le palonnier dispose d'un triangle généralement en caoutchouc afin de faciliter la prise en main du pratiquant.

#### Autres moyens de traction
- Le téléski nautique, sans vague, le pratiquant est tracté, sur un lac généralement, doit effectuer ses sauts grâce à différentes combinaisons de kikers, sliders, flat board et combinée à l'élasticité du câble (longueur de corde : 18 m).
- La motomarine (jet-ski), pour sa maniabilité, sa petite taille et ses sensations mais offres des inconvénients car la trajectoire bien qu'étant plus puissante est moins précise.
- Le treuil thermique, winch en anglais, qui permet de pratiquer dans des endroits restreints, est très peu répandu.

#### Vitesse de traction
- Le pratiquant est tracté à une vitesse de 28 à 35 km/h en moyenne.

En bateau le rapport entre la vitesse de traction et la longueur de corde est déterminé par le poids et le style du pratiquant. Mais dans tous les cas, si la vitesse augmente, la corde doit être rallongée (l'objectif de ce réglage étant que le pratiquant soit tracté au niveau où la vague est la mieux formée).
À l'instar du ski nautique, le pratiquant est tiré derrière un bateau ou par un téléski nautique, à une vitesse variant de 20 à 30 km/h.

### Figures de wakeboard

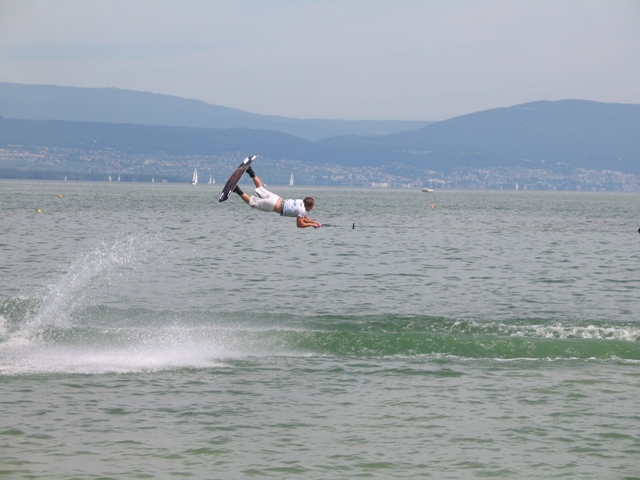
Un raley

Comme dans de nombreux sports extrêmes tel que le snowboard ou le skateboard, il y a une série de termes ou expressions spécifiques pour nommer ces figures (par exemple backroll, frontroll, tantrum, elephant, whirlybird, 360, 720, 900, 1080…). Ces figures peuvent à la fois être réalisées en heelside ou en toeside quand la figure est débutée respectivement en prise de carre arrière (c’est-à-dire en appui talon, ou face au bateau) ou avant (c’est-à-dire en appui orteils, ou dos au bateau). Il est cependant plus aisé pour le wakeboarder d'effectuer sa figure en prise de carre arrière car il a plus de stabilité et d'équilibre. Ils peuvent également être déclinés en switch si le glisseur les a débutés dans le sens opposé à son sens naturel ou habituel.

## Équipementiers principaux
Les fabricants de wakeboard (planche et chausses) les plus connus sont Ronix, Hyperlite, Slingshot, Jobe, Reckless ou Liquid Force. Ce sont des marques américaines qui s'exportent à travers le monde.

## Historique de la discipline
En 1994, création de Wake Board Magazine, revue française de la Fédération française de ski nautique et de wakeboard par Jean-Claude Durousseaud (magazine rebaptisé depuis Wake & Ski). Création de l'Association nationale de wakeboard (ANW) par les pratiquants Gilles Becker, Franck Ropéro et Pierre Bergia. Elle sera absorbée par la Fédération qui reconnaîtra cette discipline deux ans plus tard.
Cette même année en 1994, le français Gregory Sevilla remporte le championnat d'Europe de wakeboard dont la dernière manche se déroule en Août, au plan d'eau de l'Arena à Roquebrune-sur-Argens. 
En 1996, la Fédération française de ski nautique reconnaît officiellement le wakeboard et crée une commission dont l’objectif est de structurer le développement de cette discipline. Des formations de juges et d’initiateurs sont mises en place. S'organise alors le premier championnat de France, à Viry-Châtillon. Le wakeboard fait son apparition dès les premiers X Games d'été.
En 1997, a lieu le premier tour français de compétitions bateau en cinq étapes. François Roy devient le premier Français champion du monde WWA Junior. Il a quinze ans.
En 1998, a lieu la première compétition française de cable-wake, à Sesquières (Toulouse).
En 1999, les premiers championnats d'Europe de cable-wakeboard. Rodolphe Vinh-Tung devient le premier Français à accéder en finale pro des Worlds, le championnat du monde WWA. Il termine cinquième.

### Démocratisation à partir des années 2000 et premiers championnats mondiaux

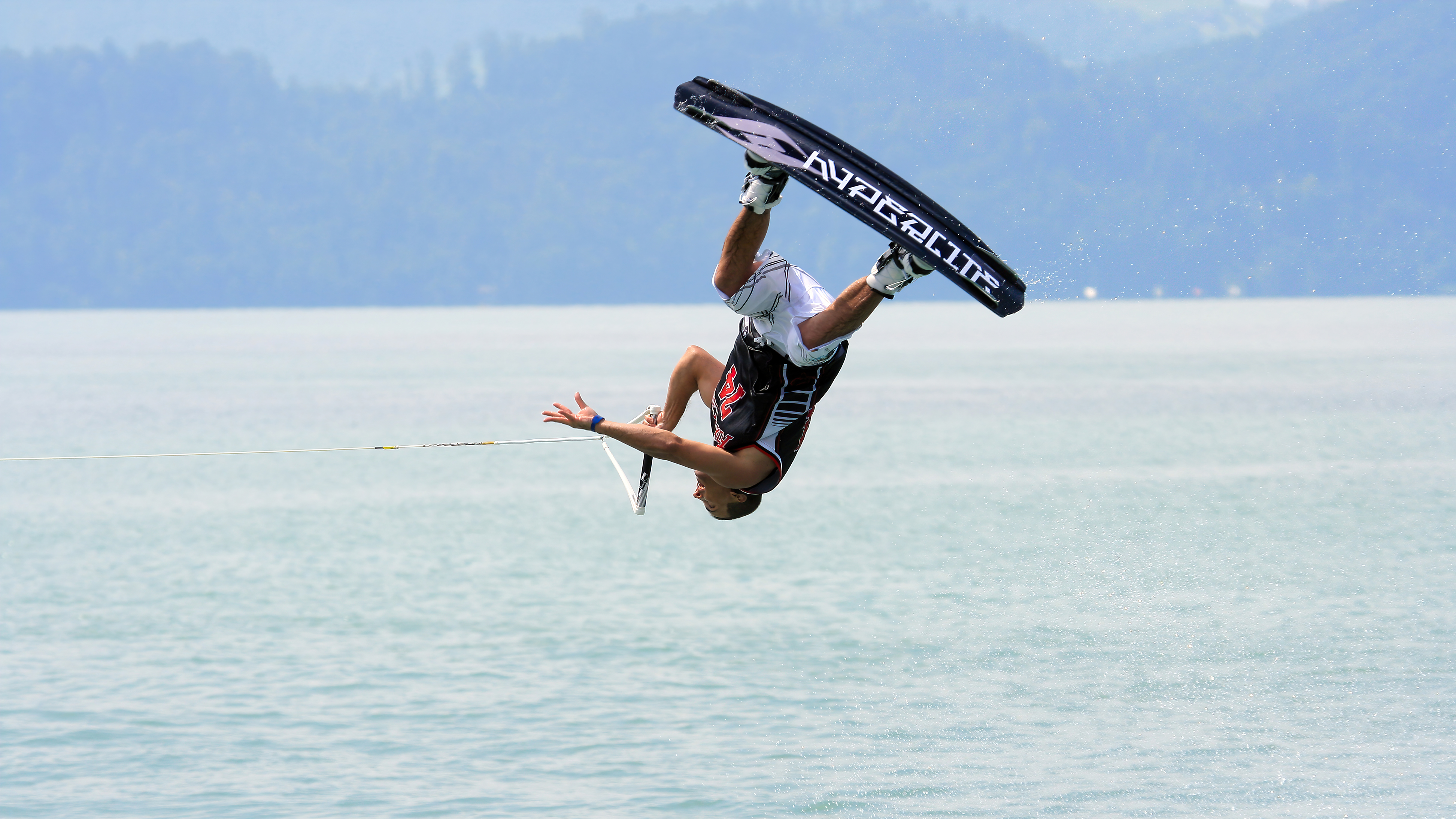
Festival de Wakeboard sur le lac de Zoug en Suisse. Juillet 2008.

En 2000, création, par Philippe Sirech et Laurent Deburaux, de l'AFW (Association française de wakeboard), principalement tournée vers la communication web et l'événementiel grand public. En 2000, création par l'IWSF (International Waterski Federation) du Comité mondial de wakeboard dont Jean-Claude Durousseaud fut le premier président.
En 2001, le wakeboard est une des disciplines des Jeux mondiaux d’Akita au Japon.
En 2003, les premiers championnats d’Europe de wakeskate sont organisés à la Grande-Motte.
En 2004, création du premier magazine intégralement consacré au wakeboard en France et dans le monde Unleashed wakeboard Magazine , par Philippe Sirech, Raynald Tanny et Olivier Leberre.
En 2006, le championnat du monde de wakeboard Câble (qui s'est déroulé sur le téléski nautique JetLake de Feldkirchen en Autriche), couronne un pratiquant français : Laurent Peyrichou du Team Fonchy de Cergy-Pontoise, qui devient ainsi le premier Français champion du monde de la discipline.
En 2009, création de la WWA-France, par Philippe Sirech et une équipe de pratiquants, elle est l'antenne française de la WWA Monde, elle devient l'organe français de la gestion du wakeboard dans le pays, avec la création de la carte assurance à moindre coût.
En 2010, la Fédération française de ski nautique ajoute le wakeboard dans son nom et devient la FFSNW.
En 2013, l'IWWF fait sa demande pour intégrer la discipline Sportive wakeboard aux Jeux olympiques de 2020 de Tokyo (demande non retenue).
En 2017, nouvelle demande pour intégrer le wakeboard aux J.O. 2024 de Paris, demande à nouveau rejetée par le comité d'organisation. 
En 2019, plus de 100 téléskis nautiques ont été créés un peu partout en France (Full size et 2 poulies) favorisant la pratique et la découverte de futurs jeunes champions. La même année, Spotyride recense l'ensemble des lieux de pratique en France indiquant les données techniques de chaque téléski nautique à savoir les modules (kickers, rails ou encore box) et le type de structure (full size et 2 poulies).

## Sports similaires
WakeskatePlanche plus petite mais sensiblement de la même forme qu'un wakeboard, à la différence près qu'il n'y a pas de chausses. Un revêtement rugueux permet de tenir sur la planche : on se rapproche ainsi du style de glisse du skateboard. Le wakeskate demande un certain équilibre et une certaine maîtrise du wakeboard ou du skateboard, mais des sensations uniques du fait de la liberté des pieds.
WakesurfSe rapproche plus du surf mais pour les pratiquants éloignés de la mer ou de l’océan. La planche ne dispose pas de chausses et le palonnier sert juste à sortir de l’eau. La vitesse plus lente du bateau engendre une plus grosse vague surfable.
KneeboardSe pratique à genoux, sur une planche en forme d'ovale de la largeur d'un adulte et est un peu plus large qu'un wakeboard. La planche est maintenue au pratiquant par une sangle fermée par un Velcro. Ce sport est conçu pour les gens qui commencent le wakeboard.
Ski nautique
BarefootNu-pieds.
KiteboardÉgalement appelé Kitesurf.
Surf